# Slamboree 1995
Slamboree 1995 var en pay-per-view inden for wrestling, der blev afholdt af WCW, og vist 21. maj 1995. Den foregik i St. Petersborg, USA.

## Vigtigste kampe
- WCW World Tag Team Championships: Nasty Boys besejrede Harlem Heat
  - Nasty Boys tog titlerne fra de regerende mestre.

- Kevin Sullivan besejrede The Man with No Name Name

- Sting besejrede Big Bubba Rogers
  - Sting fik Big Bubba til at give op.

- Hulk Hogan og Randy Savage besejrede Ric Flair og Vader
  - Den 11-dobbelte verdensmester, Ric Flair, vendte tilbage til ringen. Ric Flair teamede op sammen med tidligere rival, Vader, men de tabte kampen til Megapowers.